# Morgan Wallace
Morgan Wallace, född 26 juli 1881 i Lompoc, Kalifornien, död 12 december 1953 i Tarzana, Kalifornien, var en amerikansk skådespelare. Wallace medverkade i över 120 Hollywoodfilmer, företrädesvis i biroller. Han verkade även som scenskådespelare på Broadway.

## Filmografi, urval
- 1920 – Kvinnan, som föll från skyarna
- 1921 – De föräldralösa
- 1931 – De förtappades ö
- 1932 – Blonda Venus
- 1932 – Grand Hotel
- 1932 – Mannen utan samvete
- 1933 – Akta er för gnistor! (ej krediterad)
- 1934 – Löjliga familjen
- 1935 – Dantes inferno
- 1935 – En fånge har rymt!
- 1936 – Human Cargo
- 1937 – Charlie Chan på olympiaden
- 1939 – Union Pacific
- 1940 – Jag älskar dig åter
- 1944 – Gasljus (ej krediterad)
- 1945 – Det är från kriminalen